# Gusau
Gusau és una ciutat i una Àrea de Govern Local localitzada al nord-oest de Nigèria. És la capital de l'estat de Zamfara.
El LGA té una àrea de 3,364 km² i una població de 383.162 habitants segons el cens de l'any 2006.

## Geografia
Gusau està situada just al nord d'una línia dibuixada entre Kebbe i Kano, i té una població calculada de 147.404 habitants.
La seva població és majoritàriament haussa amb alguns fulanis, iorubes, igbos, igales i altres.

## Govern
La Xària fou establerta a la ciutat el 1999 pel governador Ahmed Sani (Yariman Bakura) i resta en vigor.